# Rebelión de Cisteil
Rebelión de Cisteil se llama a una sublevación ocurrida el 19 de noviembre de 1761 en el poblado de Cisteil, ubicado cerca de  la ciudad de Sotuta, Capitanía General de Yucatán, Nueva España (hoy Yucatán, México). Jacinto Canek el instigador, llamó en la iglesia a los indígenas mayas a levantarse contra los españoles que dominaban la región.
Refiérese que desde el púlpito de la iglesia del pueblo Canek instigó a la población maya a rebelarse de la siguiente forma:

"Hijos míos muy amados: no sé que esperáis para sacudir el pesado yugo y servidumbre trabajosa en que os ha puesto la sujeción a los españoles; yo he caminado por toda la provincia y registrado todos sus pueblos, y considerando con atención qué utilidad o beneficio nos trae la sujeción de España [..] no hallo otra cosa que una penosa [..] servidumbre."
Jacinto Canek

## El acontecimiento
Los colonos españoles fueron atacados y Cisteil cayó en manos de los rebeldes mayas. El fraile Miguel Ruela, cura de la iglesia, escapó y pidió ayuda en Sotuta al capitán Tiburcio Cosgaya, quien de inmediato organizó una expedición punitiva para sofocar la rebelión. Sin embargo, al llegar a Cisteil, las fuerzas españolas fueron emboscadas y como resultado de la refriega que siguió, fue muerto el comandante y otros militares que intentaron inútilmente aplacar a los rebeldes.
La victoria de los mayas fue efímera. Reforzadas las tropas gubernamentales por instrucciones del gobernador, un nuevo destacamento bajo las órdenes de Cristóbal Calderón sostuvo una segunda batalla. Esta vez murieron seiscientos indígenas y cuarenta españoles. Aproximadamente, trescientos rebeldes, incluido Canek, lograron escapar.

## La captura de Canek
Poco tiempo después, el líder maya cayó preso en las inmediaciones de Cisteil, siendo conducido a Mérida junto con los otros rebeldes. Ahí, él y sus colegas fueron sujetos a juicio sumarísimo organizado por el entonces gobernador de Yucatán José Crespo y Honorato y a la postre ejecutados en la plaza pública el 14 de diciembre -menos de un mes después de la alzada-, por rebelión y actos sacrílegos, ya que se dijo que Canek había tomado la indumentaria de la virgen de la iglesia de Cisteil para coronarse rey de los mayas, gesto que dijeron se había confirmado por las versiones de los testigos mayas que fueron ajusticiados simultáneamente, previa confesión obtenida bajo suplicio.
Escribe don Justo Sierra O'Reilly en 1849, en su periódico "El Fénix": 

"Se le hace pasar un suplicio de los más horrorosos que se leen en la historia, quemándose su cadáver y arrojando al aire sus cenizas; sus ocho compañeros fueron ahorcados dos días después y otros cien infelices fueron condenados a sufrir la durísima pena de doscientos azotes y la pérdida de la oreja derecha".

Todo esto con el claro propósito de que las penas sirvieran de escarmiento a la población maya de toda la región. Por ese entonces, la población blanca de Yucatán vivía atemorizada por constantes amagos de rebelión por parte de los mayas conquistados en el siglo XVI y sometidos desde entonces por sus dominadores. Posteriormente a la ejecución, el pueblo de Cisteil, íntegro, fue arrasado e incendiado por las tropas virreinales y finalmente cubierto de sal "para perpetua memoria de su traición".

## Repercusiones
Este acontecimiento fue en cierta forma preludio de lo que ocurriría casi un siglo después, en 1847, cuando se inició la guerra de castas en la República de Yucatán y que no sería concluida sino casi sesenta años más tarde. Los sucesos de la rebelión de Cisteil fueron plasmados literariamente en la obra denominada Canek del escritor yucateco Ermilo Abreu Gómez.